# Nhà Bàng (thị trấn)
Nhà Bàng is een thị trấn in Vietnam en is de hoofdplaats van het district Tịnh Biên in de provincie An Giang.
Thị trấn: Nhà Bàng · Chi Lăng · Tịnh Biên

Xã: An Cư · An Hảo · An Nông · An Phú · Nhơn Hưng · Núi Voi · Tân Lập · Tân Lợi · Thới Sơn · Văn Giáo · Vĩnh Trung